# سه ملوان (فیلم ۱۹۵۷)
سه ملوان (انگلیسی: Three Sailors) یک فیلم در ژانر موزیکال به کارگردانی موریس دو کنونژ است که در سال ۱۹۵۷ منتشر شد. از بازیگران آن می‌توان به ژان کارمه و ژان مورا اشاره کرد.